# بطولة قطر إكسون موبيل المفتوحة للتنس 2025
كانت بطولة قطر المفتوحة 2025 (المعروفة أيضًا باسم بطولة قطر إكسون موبيل المفتوحة 2025 لأسباب الرعاية) هي النسخة الثالثة والثلاثين من بطولة قطر المفتوحة ، وهي بطولة تنس للرجال تُلعب على ملاعب صلبة خارجية. كانت جزءًا من بطولات جولة اتحاد لاعبي التنس المحترفين 500 لجولة اتحاد لاعبي التنس المحترفين 2025 (تمت ترقيتها من حالة جولة اتحاد لاعبي التنس المحترفين 250 في السنوات السابقة)، وأقيمت في مجمع خليفة الدولي للتنس والاسكواش في الدوحة ، قطر في الفترة من 17 إلى 22 فبراير 2025.  

## الأبطال

### الفردية
- Andrey Rublev def.  Jack Draper, 7–5, 5–7, 6–1

### الزوجية
- Julian Cash /  لويد جلاسبول def.  Joe Salisbury /  Neal Skupski, 6–3, 6–2

## المشاركون في الدور الرئيسي للفردي

### المشاركون
| دولة | لاعب               | المرتبة 1 | بذرة |
| ---- | ------------------ | --------- | ---- |
| ESP  | كارلوس ألكاراز     | 3         | 1    |
| AUS  | أليكس دي مينور     | 6         | 2    |
| SRB  | نوفاك ديوكوفيتش    | 7         | 3    |
|      | دانييل ميدفيديف    | 8         | 4    |
|      | أندريه روبليف      | 10        | 5    |
| GRE  | ستيفانوس تسيتسيباس | 11        | 6    |
| BUL  | جريجور ديميتروف    | 13        | 7    |
| GBR  | جاك درابر          | 15        | 8    |

- 1 التصنيفات اعتبارًا من 10 فبراير 2025. [3]

### المشاركون الآخرون
تلقى اللاعبون التاليون بطاقات برية في السحب الرئيسي للأفراد:
- Aziz Dougaz
- Hady Habib
- Abdullah Shelbayh

حصل اللاعب التالي على الدخول باستخدام تصنيف محمي:
- Marin Čilić

حصل اللاعب التالي على الدخول كإعفاء خاص:
- Hamad Medjedovic

حصل اللاعبون التاليون على الدخول من قرعة التصفيات:
- Quentin Halys
- Luca Nardi
- Christopher O'Connell
- Botic van de Zandschulp

حصل اللاعب التالي على الدخول باعتباره خاسرًا محظوظًا:
- Otto Virtanen

### عمليات السحب
- Arthur Fils → replaced by  Zhang Zhizhen
- Ugo Humbert → replaced by  Otto Virtanen
- Gaël Monfils → replaced by  Fábián Marozsán
- Jannik Sinner → replaced by  Roman Safiullin
- Jordan Thompson → replaced by  Roberto Bautista Agut

## المشاركون في السحب الرئيسي للزوجي

### البذور
| دولة | لاعب            | دولة | لاعب            | المرتبة 1 | بذرة |
| ---- | --------------- | ---- | --------------- | --------- | ---- |
| ESA  | مارسيلو أريفالو | CRO  | ماتي بافيتش     | 2         | 1    |
| FIN  | هاري هيليوفارا  | GBR  | هنري باتن       | 7         | 2    |
| GER  | كيفن كراويتز    | GER  | تيم بوتز        | 13        | 3    |
| ITA  | سيموني بوليلي   | ITA  | أندريا فافاسوري | 13        | 4    |

- 1 التصنيفات اعتبارًا من 10 فبراير 2025.

### المشاركون الآخرون
تلقت الأزواج التالية بطاقات برية في السحب الرئيسي المزدوج:
- Novak Djokovic /  Fernando Verdasco
- Daniel Mérida /  Mubarak Shannan Zayid

حصل الزوج التالي على الدخول من قرعة التصفيات المؤهلة:
- Petr Nouza /  Patrik Rikl

### عمليات السحب
- Nathaniel Lammons /  Jackson Withrow → replaced by  Yuki Bhambri /  Ivan Dodig
- Adam Pavlásek /  Jordan Thompson → replaced by  Tallon Griekspoor /  Adam Pavlásek

## روابط خارجية
- الموقع الرسمي